# Olympiade d'échecs de 1984
L'Olympiade d'échecs de 1984 est une compétition mondiale par équipes et par pays organisée par la FIDE. Les pays s'affrontent sur 4 échiquiers par équipe de 6 joueurs (4 titulaires et 2 suppléants) repartie. Les équipes féminines ont 4 joueuses sur 3 échiquiers. Cette 26e Olympiade s'est déroulée du 18 novembre au 5 décembre 1984 à Thessalonique, en Grèce.
Les points ne sont pas attribués au regard des résultats des matches inter-nations, mais en fonction des résultats individuels sur chaque échiquier (un point par partie gagnée, un demi-point pour une nulle, zéro point pour une défaite).

## Tournoi masculin

### Contexte
88 équipes nationales (dont Grèce B) participent à la compétition.
Il manque quelques grands joueurs, en premier lieu Karpov et Kasparov qui se disputent le championnat du monde individuel. Le champion yougoslave Gligorić, qui officie comme arbitre du match des deux K, manque aussi. L'URSS envoie donc une équipe rajeunie dans laquelle ne figure aucun champion du monde. Pour l'anecdote, l'équipe masculine du Bangladesh compte dans ses rangs une femme.
La compétition se déroule en poule unique sur 14 rondes selon le système suisse.
À l'issue de la compétition, il fut décidé que les Olympiades reviendrait en Grèce tous les 4 ans. Thessalonique accueillit de nouveau l'Olympiade en 1988, mais la FIDE mit fin à cette courte tradition.

### Résultats
| Classement final |                  |      |
| 1er              | Union soviétique | 41   |
| 2e               | Angleterre       | 37   |
| 3e               | États-Unis       | 35   |
| 4e               | Hongrie          | 34,5 |
| 5e               | Roumanie         | 33   |

La France termine 7e, à égalité de points avec l'Allemagne de l'Ouest 6e. C'est le meilleur classement des Français de toutes les Olympiades : Spassky, devenu citoyen français, est en partie responsable de ce succès. Il a participé antérieurement à 7 olympiades pour l'URSS. La Belgique est 40e avec 29 points.

### Participants individuels
- Pour l'URSS : Beliavski, Polougaïevski, Vaganian, Toukmakov, Youssoupov, Andreï Sokolov.
- Pour l'Angleterre : Miles, Nunn, Speelman, Chandler, Mestel, Short.
- Pour les États-Unis : Dzindzidachvili, Kavalek, Christiansen, Browne, Alburt, de Firmian.
- Pour la France (7e) : Spassky, Haïk, Kouatly, Seret, Andruet, Manouck.
- Pour la Belgique : Weemaes, Meulders, Defize, Goormachtigh, Jadoul, Winants.

## Tournoi féminin
50 participants (plus l'équipe B de Grèce).
La compétition se déroule en poule unique sur 14 rondes selon le système suisse.
| Classement final |                  |      |
| 1er              | Union soviétique | 32   |
| 2e               | Bulgarie         | 27,5 |
| 3e               | Roumanie         | 27   |

La France termine 18e.
L'équipe d'URSS (Tchibourdanidzé, Levitina, Gaprindashvili, Semenova) ne subit qu'une seule défaite sur l'échiquier pour les 42 parties individuelles.
L'équipe de Bulgarie était composée de Margarita Voiska, Rumania Gocheva, Pavlina Chilinginova et Stelka Sanova.